# Palminópolis
Palminópolis är en kommun i Brasilien.   Den ligger i delstaten Goiás, i den centrala delen av landet, 270 km väster om huvudstaden Brasília. Antalet invånare är 3 561.
Omgivningarna runt Palminópolis är huvudsakligen savann. Runt Palminópolis är det glesbefolkat, med 8 invånare per kvadratkilometer.